# Semantisk-pragmatisk sprogforstyrrelse
Semantisk-pragmatisk sprogforstyrrelse (SPSF) handler om verbale og non-verbale vanskeligheder, som ikke skyldes kognitive problemer i øvrigt. Det handler om vanskeligheder ved at tilegne sig og anvende sprog, mundtligt og/eller skriftligt, men hvor der ikke er problemer med den formelle brug og forståelse af sprog, men derimod med de sociale/situationelle aspekter.
Et barn med SPSF kan således tale og forstå korrekt, men have svært ved at forstå nuancer, ironi etc., ligesom barnet kan komme til at bruge upassende ord eller udsagn. Der er et højt sammenfald med autisme, og hvis et barn har SPSF, anbefales det at udrede barnet for autisme.